# Anisynta tillyardi
The Chequered Grass-skipper or Tillyard's Skipper (Anisynta tillyardi) là một loài bướm ngày thuộc họ Hesperiidae. Nó được tìm thấy ở Dividing Range, at heights of over 1,000 meters in miền nam Queensland và miền bắc New South Wales.
Sải cánh dài khoảng 30 mm.
Ấu trùng ăn Poa labillardieri.